# Olbersleben
Olbersleben là một đô thị thuộc huyện Sömmerda trong bang Thüringen, nước Đức. Đô thị này có diện tích 13,15 km², dân số thời điểm 31 tháng 12 năm 2006 là 803 người.